# Consejo Europeo de Investigación
El Consejo Europeo de Investigación, ( CEI, en inglés: European Research Council, ERC ) es una institución paneuropea de financiación creada para sufragar la investigación e innovación en la Unión Europea. 
El 12 de diciembre de 2005, el Consejo Científico anunció la elección de su presidente, Fotis Kafatos, y sus dos Vicepresidentes, Helga Nowotny y Daniel Estève. Se eligió a un total de 22 personalidades europeas para convertirse en miembros fundadores del consejo científico de la institución, entre las que se encontraban la astrónoma portuguesa Teresa Lago. El 18 de diciembre de 2006, tras su aprobación por el Parlamento Europeo, el Consejo Europeo de Investigación tiene el sello de aprobación para siete años («Programa Ideas" del Séptimo Programa Marco (2007-2013) con un presupuesto de €7.5 mil millones. El presupuesto de ERC para el período 2014-2020 es €13.1 mil millones y viene del programa Horizonte 2020. Su objetivo es estimular la excelencia científica apoyando a los mejores científicos e ingenieros y estudiantes dispuestos a crear nuevas áreas de trabajo.

La actual presidenta es la Prof. Maria Leptin, desde el 1 de octubre de 2021. El Prof. Dr. Fotis C. Kafatos es presidente honorario por haber sido el primer presidente de la ERC desde su creación.

## Organización

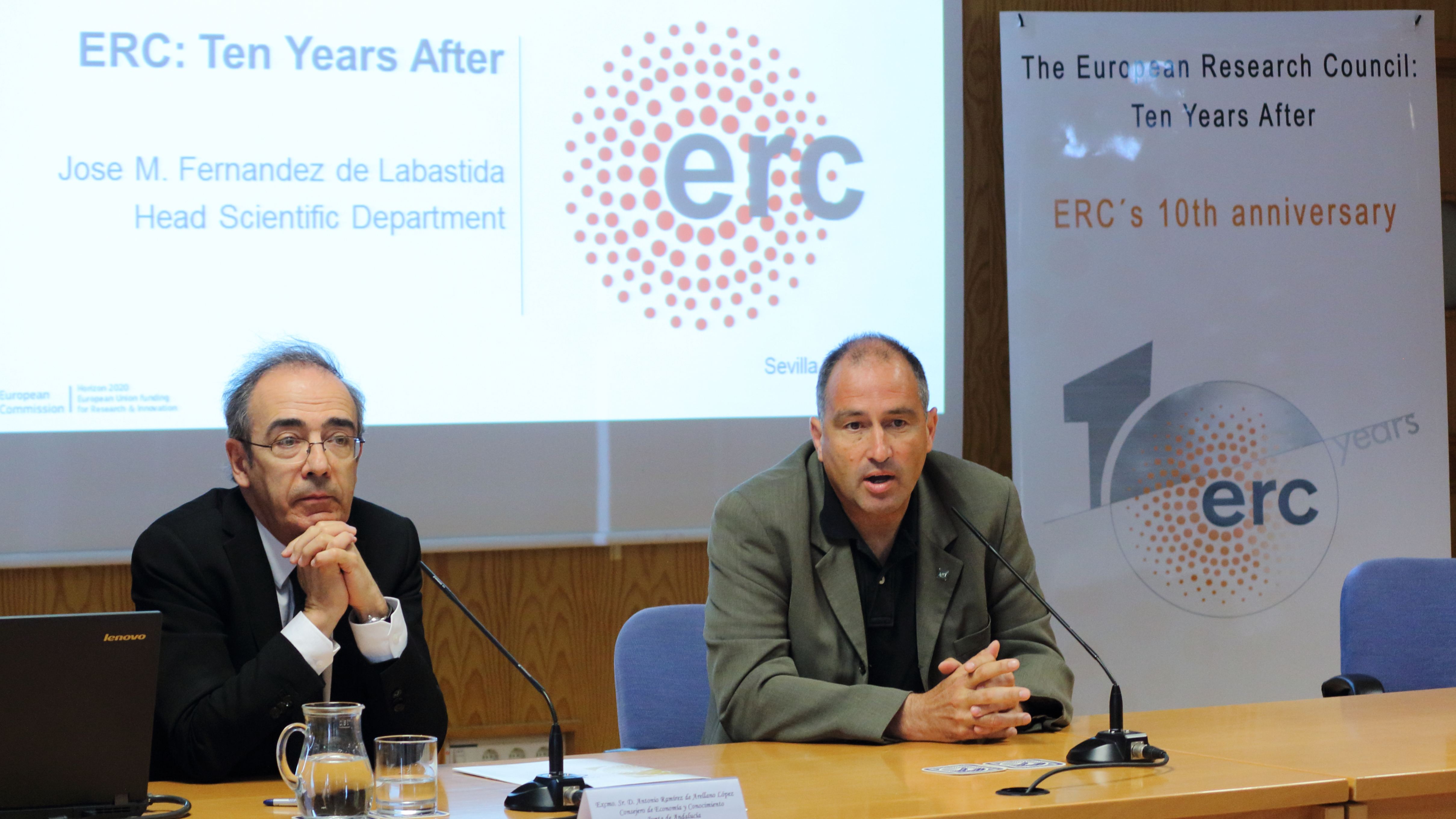
Evento de 2017 sobre los diez años del Consejo Europeo de Investigación en la Universidad Pablo de Olavide de Sevilla.

La ERC se compone de su Comité Científico y de una Agencia Ejecutiva.
- El Comité Científico de la ERC (ScC) es la estructura legal que toma las decisiones de la ERC y establece la estrategia de financiación científica. El Presidente del ScC es el presidente de la ERC.
- La Agencia Ejecutiva de la ERC (ERCEA), implementa la estrategia definida por el Comité Científico de la ERC y está al cargo de la administración diaria de las ayudas.

La unión de los dos constituye la ERC la creación e integración de ambas estructuras está al cargo el Secretario General de la ERC.

## Esquema de financiación
El Consejo Europeo de Investigación otorga apoyo y financiación a los investigadores individuales de cualquier nacionalidad y edad que deseen continuar su investigación en las fronteras del conocimiento. En particular, el ERC anima a las propuestas que trascienden las fronteras disciplinarias, las ideas pioneras que se ocupan de sectores nuevos y emergentes y las aplicaciones que introducen enfoques no convencionales e innovadoras.
| StG - Starting Grants | AdG - Advanced Grants | PoC - Proof of Concept |
| erc.europa.eu/starting-grants | erc.europa.eu/advanced-grants | Archivado el 28 de abril de 2015 en Wayback Machine. |
| --- | --- | --- |
| - Para los investigadores de cualquier nacionalidad, con 2-7 años de experiencia desde la finalización del doctorado (o título equivalente) y con una trayectoria científica que muestra una gran promesa. - Una propuesta de investigación de excelencia. - La investigación debe llevarse a cabo en una organización de investigación pública o privada (conocida como Institución anfitriona / HI), ubicado en uno de los Estados miembros de la UE o los países asociados. - Criterio de evaluación: la excelencia científica - La financiación por subvención: hasta € 1,5 millones (en algunos casos hasta € 2 millones). - Duración: hasta 5 años | - Investigación de campo: cualquier campo de la ciencia, la ingeniería y la docencia - Investigador: cualquier nacionalidad, de cualquier edad. Los solicitantes deben ser científicamente independiente y tiene una investigación reciente trayectoria y el perfil que los identifica como líderes en su campo respectivo (s) de la investigación - Institución anfitriona: la investigación debe llevarse a cabo en una organización de investigación pública o privada (conocida como Institución anfitriona / HI), ubicado en uno de los Estados miembros de la UE o los países asociados - Criterio de evaluación: la excelencia científica - Financiación: hasta 2,5 millones por la subvención (en algunos casos hasta € 3,5 millones por la subvención) - Duración: hasta 5 años | - Todos los investigadores principales beneficiarios de una StG o AdG en curso, o cuando el proyecto ha terminado antes de 12 meses antes de la fecha de publicación de la PoC. - El investigador principal debe ser capaz de demostrar el vínculo entre la idea y el proyecto ERC financiado por - Criterio de evaluación: la excelencia científica - Subvención: hasta € 150,000 - Duración: hasta 18 meses |

## Proyectos financiados
| Call ID      | Presupuesto (M€) | Nro. propuestas recibidas | Nro. ayudas otorgadas | Listado (enlace externo) |
| ------------ | ---------------- | ------------------------- | --------------------- | --- |
| ERC-2007-StG | 335              | 9.167                     | 299                   | Listado de proyectos subvencionados (Inglés)                                                                                                   |
| ERC-2008-AdG | 553              | 2.167                     | 282                   | Listado de proyectos subvencionados (Inglés)                                                                                                   |
| ERC-2009-StG | 325              | 2.503                     | 245                   | Listado de proyectos subvencionados (Inglés)                                                                                                   |
| ERC-2009-AdG | 515              | 1.584                     | 245                   | Listado de proyectos subvencionados (Inglés)                                                                                                   |
| ERC-2010-StG | 580              | 2.873                     | 436                   | Listado de proyectos subvencionados (Inglés) Archivado el 9 de abril de 2012 en Wayback Machine.                                               |
| ERC-2010-AdG | 590              | 2009                      | 271                   | Listado de proyectos subvencionados (Inglés)                                                                                                   |
| ERC-2011-StG | 670              | 4.080                     | 486                   | Listado de proyectos subvencionados (Inglés)                                                                                                   |
| ERC-2011-AdG | 661              | 2.284                     | 301                   | Listado de proyectos subvencionados (Inglés)                                                                                                   |
| ERC-2012-StG | 580              | 4.741                     | 566                   | Listado de proyectos subvencionados (Inglés) (enlace roto disponible en Internet Archive; véase el historial, la primera versión y la última). |
| ERC-2012-AdG | 590              | 2.304                     | 319                   | Listado de proyectos subvencionados (Inglés)                                                                                                   |
| ERC-2013-StG | 670              | 3.329                     | 300                   | Listado de proyectos subvencionados (Inglés)                                                                                                   |
| ERC-2013-CoG | 590              | 3.673                     | 313                   | Listado de proyectos subvencionados (Inglés)                                                                                                   |
| ERC-2013-AdG | 661              | 2.406                     | 291                   | Listado de proyectos subvencionados (Inglés)                                                                                                   |
| ERC-2014-StG | 580              | 3.273                     | 375                   | Listado de proyectos subvencionados (Inglés)                                                                                                   |
| ERC-2014-CoG | 590              | 2.538                     | 372                   | Listado de proyectos subvencionados (Inglés)                                                                                                   |

## Horizonte 2020
Horizonte 2020 centrará sus fondos en tres objetivos fundamentales. Apoyará la posición de la UE como líder mundial en materia de ciencia mediante un presupuesto específico de 24 600 millones de euros para Ciencia Excelente. Contribuirá a asegurar el liderazgo industrial en innovación gracias a un presupuesto de 17 900 millones de euros, que incluirá una importante inversión de 13 700 millones de euros en tecnologías cruciales, así como un mayor acceso al capital y apoyo a las PYME. Por último, 31 700 millones de euros se destinarán a abordar los principales retos europeos.
Las actividades del ERC se enmarcarán dentro del pilar de Ciencia Excelente, y se propone para ello un Presupuesto de 13 000 millones de euros, lo que supone un incremento del 77% respecto al actual 7PM. La Comisión considera el ERC un modelo de éxito que hay que seguir apoyando para asegurar el apoyo a la mejor investigación fundamental.